# 朗迪费和贝泰涅蒙
朗迪费和贝泰涅蒙（法語：Landifay-et-Bertaignemont）是法国皮卡第大区埃纳省的一个市镇，属于韦尔万区桑里绍蒙县。该市镇2009年时的人口为269人。

## 人口
朗迪费和贝泰涅蒙人口变化图示
| 数据来源：INSEE |